# Magydaris
Magydaris es un género de plantas herbáceas perteneciente a la familia de las apiáceas.Comprende 7 especies descritas y de estas, las 7 pendientes de aceptar. Es originario de la región del Mediterráneo.

## Taxonomía
El género fue descrito por Koch ex DC. y publicado en Collection de mémoires 5: 68. 1829. La especie tipo es: Magydaris tomentosa W.D.J.Koch ex DC.	

## Especies
A continuación se brinda un listado de las especies del género Magydaris descritas hasta julio de 2013, ordenadas alfabéticamente. Para cada una se indica el nombre binomial seguido del autor, abreviado según las convenciones y usos.
- Magydaris ambigua DC.
- Magydaris hirta Grande
- Magydaris hungarica (Mill.) M.Hiroe
- Magydaris panacifolia Lange
- Magydaris panacina DC.
- Magydaris pastinacea Fiori & Paol.
- Magydaris tomentosa W.D.J.Koch ex DC.